# NGC 1267
NGC 1267 é uma galáxia elíptica (E) localizada na direcção da constelação de Perseus. Possui uma declinação de +41° 28' 03" e uma ascensão recta de 3 horas, 18 minutos e 44,8 segundos.
A galáxia NGC 1267 foi descoberta em 14 de Fevereiro de 1863 por Heinrich Louis d'Arrest.